# Липпе (район)
Липпе (нем. Lippe) — район в Германии. Центр района — город Детмольд. Район входит в землю Северный Рейн-Вестфалия. Подчинён административному округу Детмольд. Занимает площадь 1246 км². Население — 352,2 тыс. чел. (2010). Плотность населения — 283 чел./км².
Официальный код района — 05 7 66.
Район подразделяется на 16 общин.

## Города и общины
1. Детмольд (73 028)
2. Бад-Зальцуфлен (53 947)
3. Лемго (41 418)
4. Лаге (35 277)
5. Хорн-Бад-Майнберг (17 707)
6. Эрлингхаузен (16 760)
7. Бломберг (16 259)
8. Леопольдсхёэ (16 124)
9. Каллеталь (14 622)
10. Экстерталь (12 130)
11. Люгде (10 454)
12. Аугустдорф (9586)
13. Барнтруп (8985)
14. Шидер-Шваленберг (8880)
15. Шланген (8795)
16. Дёрентруп (8262)

(30 июня 2010)